# Wiktor Michailowitsch Afanassjew
Wiktor Michailowitsch Afanassjew (russisch Виктор Михайлович Афанасьев, Transliteration Viktor Michaylovič Afanasjev; * 31. Dezember 1948 in Brjansk, Oblast Brjansk, Russische SFSR) ist ein ehemaliger sowjetischer und russischer Kosmonaut.

## Ausbildung
Wiktor Afanassjew schloss im Jahre 1970 die Katschinsker Höhere Militärfliegerschule „Alexander F. Mjasnikow“ für Piloten der sowjetischen Luftstreitkräfte in Wolgograd ab. Danach diente er als Kampfpilot bei der Gruppe der Sowjetischen Streitkräfte in Deutschland. Von 1976 bis 1977 wurde er als Testpilot ausgebildet, anschließend arbeitete er in dieser Funktion am staatlichen Flugforschungszentrum „Waleri Tschkalow“ in Achtubinsk. 1980 schloss er ein weiteres Studium am Ordschonikidse-Luftfahrtinstitut in Moskau ab.
Im Sommer 1985 wurde er als Testpilot für die Raumfähre Buran ausgewählt, die allerdings nie zu einem bemannten Einsatz kam. Seine Grundausbildung als Kosmonaut absolvierte Afanassjew vom November 1985 bis zum Dezember 1987.
Afanassjew wurde dann für Langzeitmissionen an Bord der Raumstation Mir ausgebildet. Er hätte im April 1989 Chancen auf seinen ersten Raumflug gehabt, doch der geplante Flug von Sojus TM-8 wurde aus technischen und finanziellen Gründen abgesagt.
Bei einem späteren Flug, Sojus TM-10 war Afanassjew Ersatzmann, kam aber nicht zum Einsatz. Dieser Flug dauerte vom 1. August bis zum 10. Dezember 1990.

## Raumflüge
Zu seinem ersten Raumflug startete Wiktor Afanassjew am 2. Dezember 1990 als Kommandant von Sojus TM-11. Mit an Bord waren der Flugingenieur Mussa Manarow und der japanische Fernsehjournalist Toyohiro Akiyama, dessen Gesellschaft TBS 28 Millionen Dollar für diesen Flug gezahlt hatte. Akiyama kehrte nach einigen Tagen mit der bisherigen Mir-Besatzung Gennadi Manakow und Gennadi Strekalow zur Erde zurück, während Afanassjew und Manarow an Bord der Mir blieben.
Afanassjew führte in den folgenden fünf Monaten vier Weltraumausstiege durch. Am 20. Mai 1991 koppelte Sojus TM-12 mit den Kosmonauten Anatolyj Arzebarskyj, Sergei Krikaljow und der Britin Helen Sharman an. Während Arzebarski und Krikaljow die Raumstation übernahmen, kehrten Afanassjew und Manarow am 26. Mai mit Helen Sharman an Bord von Sojus TM-11 zur Erde zurück.
Für den Flug von Sojus TM-17, der am 1. Juli 1993 zur Mir startete, war Afanassjew wieder Ersatzmann, dieses Mal für Wassili Ziblijew.
Sein zweiter Raumflug begann am 8. Januar 1994 mit dem Start von Sojus TM-18 zusammen mit Juri Ussatschow und Waleri Poljakow. Afanassjew und Ussachow landeten nach sechs Monaten, am 9. Juli 1994, mit Sojus TM-18, während Poljakow noch weitere neun Monate an Bord der Mir blieb.
Ab Oktober 1996 wurde Afanassjew für seinen dritten Aufenthalt an Bord der Mir ausgebildet. Zuerst war er Ersatzmann für Talghat Mussabajew, den Kommandanten von Sojus TM-27, der am 29. Januar 1998 zu einem siebenmonatigen Aufenthalt an Bord der Mir startete.
Zu seinem dritten Raumflug zur Mir startete Afanassjew am 20. Februar 1999 mit Sojus TM-29. Die beiden anderen Plätze an Bord des Raumschiffes waren an andere Länder verkauft worden: aus Frankreich war Jean-Pierre Haigneré mit an Bord und die Slowakei stellte mit Ivan Bella ihren ersten Raumfahrer. Bella kehrte nach einigen Tagen in Sojus TM-28 mit dem bisherigen Mir-Kommandanten Gennadi Padalka zur Erde zurück, während Afanasjew und Haigneré zusammen mit Sergei Awdejew an Bord der Mir blieben.
Auch dieser Aufenthalt an Bord der Mir dauerte etwa sechs Monate, während denen Afanassjew drei weitere Weltraumausstiege durchführte.
Afanassjew, Haigneré und Awdejew bildeten die 19. und letzte Langzeitmannschaft auf der Mir. Nach sechs Monaten, am 27. August 1999, brachten sie die Mir in automatischen Betrieb, koppelten mit Sojus TM-29 ab und landeten am Folgetag auf der Erde. Damit endete eine fast zehn Jahre lange Zeit, in der ständig mindestens ein Raumfahrer im All war.
Wiktor Afanassjew hatte zu dieser Zeit drei Raumflüge von je etwa sechs Monaten Dauer hinter sich. Mit 546 Tagen im Weltraum stand er damit an dritter Stelle hinter Sergei Awdejew (747 Tage) und Anatoli Solowjow (651 Tage).
Nachdem die Raumstation Mir im März 2001 verglühte, konzentrierten sich die russischen Raumfahrtaktivitäten auf die Internationale Raumstation (ISS), doch Afanassjew wurde dabei nicht für eine Langzeitbesatzung vorgesehen.
Die Hauptaufgabe des vierten Raumfluges von Wiktor Afanassjew bestand darin, der Mannschaft der ISS ein neues Raumschiff als Rettungsmöglichkeit zu liefern. Am 21. Oktober 2001 starteten Afanassjew, Konstantin Kosejew und die Französin Claudie Haigneré mit Sojus TM-33. Zwei Tage später koppelten sie an die ISS, wo sie von der dritten Langzeitbesatzung Frank Culbertson, Wladimir Deschurow und Michail Tjurin begrüßt wurden. Am 30. Oktober begaben sich Afanassjew, Kosejew und Haigneré in Sojus TM-32, koppelten ab und landeten am Folgetag auf der Erde.
Im April 2006 schied Afanassjew aus Altersgründen aus dem Kosmonautenkorps aus. Mit 555 Tagen im Weltraum steht er inzwischen auf Platz 6 der Rangliste der erfahrensten Raumfahrer.
Am 16. Juni 2010 wurde Afanassjew bei einem Autounfall in der Nähe von Meschtschowsk schwer verletzt. Bei einem Überholmanöver war eine Fahrerin mit Afanassjews Wolga frontal zusammengeprallt. Afanassjew zog sich Knochenbrüche und Gehirnverletzungen zu und musste in Kaluga operiert werden.
Wiktor Afanassjew ist verheiratet und hat zwei Kinder. Er trägt die Auszeichnungen Fliegerkosmonaut der UdSSR und Held der Sowjetunion.